# Banc Prince Consort
Le banc Prince Consort (en anglais Prince Consort Bank, en vietnamien Bãi Phúc Nguyên, en mandarin Wànān tān (en sinogrammes 西卫滩)), est un groupe de récifs corallliens immergés au sud-ouest des îles Spratleys en mer de Chine méridionale,,.

## Géographie
Le banc Prince Consort est un groupe de récifs coralliens immergé situé au sud-ouest de la mer de Chine méridionale, à 200 milles marins au sud-est du Viêt Nam continental, à 30 milles marins à l'ouest-nord-ouest du banc Grainger et à 26 milles marins au sud-ouest du banc Prince of Wales,.
Le banc mesure 30 km de long le long de l'axe nord-sud et 17 km de large le long de l'axe ouest-est. La superficie de la surface du récif observée est de 9,53 km2. Ce banc a au moins 18 mètres de profondeur sur le bord nord-ouest, avec à certains endroits une profondeur de 22 à 24 mètres,.

## Infrastructures

### Plateformes
Le Viêt Nam a érigé un structure en acier appelée plateforme DK1. « DK » est l'abréviation initiale de Dịch vụ - Khoa học kỹ thuật (en français « Service - Science et Technologie »), tandis que le chiffre « 1 » fait référence aux plateformes situées dans le cercle le plus extérieur, le plus éloigné du continent. Bien que situés sur des hauts-fonds différents, les rigs sont tous appelés rigs Phúc Nguyên. 
Les structures en acier ont été installées en 1990. Plus tard, le modèle de maison de forage a été repensé, plus spacieux et plus robuste, avec une structure continue suivant le modèle d'une plateforme de forage en eau profonde.
Il existe actuellement une plateforme en activité :
- Plateforme DK1/15 (Maison de forage Phúc Nguyên 2) : achevée en avril 1995.

Dans le passé, deux autres plates-formes existaient mais ont été endommagées par les tempêtes, notamment :
- Plateforme DK1/6 (Maison de forage Phúc Nguyên) : achevée le 10 novembre 1990, détruite par une tempête dans la nuit du 4 décembre 1990.
- Plateforme 2A/DK1/6 (Maison de forage Phúc Nguyên 2A) : achevée le 17 avril 1995 sur la base de l'ancienne plateforme DK1/6, détruite par la tempête le matin du 13 décembre 1998.

Actuellement, ces plateformes sont contrôlées par les soldats de la garnison appartenant au bataillon DK1, initialement sous la brigade 171 du commandement de la région 2 de la Marine populaire vietnamienne, puis sous le commandement de la région navale 2. L'incident du 13 décembre 1998 a causé la mort d'un officier et de deux soldats.

### Phare
Le phare du banc Prince Consort a une hauteur de tour de 23 mètres et une lumière blanche. Caractéristiques lumineuses : un phare clignotant groupe 2, cycle 8 secondes,.

## Revendications

### Contenu des revendications

#### Viêt Nam
Administrativement, le banc Prince Consort est sous l'administration du Viêt Nam au sein de la province de Bà Rịa-Vũng Tàu.
Le Viêt Nam estime que, sur la base de l'article 60 de la Convention des Nations unies sur le droit de la mer de 1982 (CNUDM 1982), les réglementations sur les îles artificielles, les équipements et les structures dans la zone économique exclusive et les réglementations de l'article 80 sur les îles, les îles artificielles, les installations et structures sur le plateau continental, le Viêt Nam a le droit exclusif de construire, d'autoriser et de réglementer la construction, l'exploitation et l'utilisation d'îles artificielles, d'installations et de structures utilisées aux fins envisagées à l'article 56 de la CNUDM 1982 ou à d'autres fins économiques dans la zone économique exclusive et le plateau continental. Le Viêt Nam a déclaré qu’il n’avait pas intentionnellement transformé les récifs de son plateau continental sud [y compris le banc Prince Vanguard] en îles émergées et qu’il ne les avait pas attribués à l’archipel des îles Spratleys, et a rejeté cette attribution.

#### Chine
La république populaire de Chine et Taïwan estiment que le banc Prince Consort appartient à l'archipel des îles Nansha, et considère en même temps l'archipel de Nansha comme faisant partie du territoire indivisible de la Chine.
En 1935, la république de Chine a publié « Contraste des noms chinois-anglais des îles de la mer de Chine méridionale de Chine », qui a translittéré le nom anglais Prince Consort Bank en chinois par 比鄰康索灘 (Bìlín kāng suǒ tān). En 1947, le ministère de l'Intérieur de la république de Chine a changé le nom chinois de cette plage en 西衛灘 (Xī wèi tān, récif Wàn ān). Le nom Xī wèi tān est continuellement reconnu et utilisé par la république populaire de Chine depuis 1983.

### Droit public international
- Contrairement aux îles, les entités submergées ne peuvent pas revendiquer individuellement leur souveraineté, à moins qu'il ne puisse être prouvé qu'elles se trouvent dans les eaux historiques ou dans la zone économique exclusive de l'île.
- Le plateau continental ne fait pas partie du territoire national, en d'autres termes, les États côtiers n'ont pas de souveraineté sur le plateau continental. Selon l'article 77 de la CNUDM de 1982, les États côtiers n'exercent des droits souverains qu'en termes d'exploration et d'exploitation de leurs ressources naturelles. L'exercice de droits souverains par un État côtier ne doit pas causer de dommages à la navigation ou à d'autres droits et libertés d'autres États reconnus par la CNUDM. Selon l'article 79 de la CNUDM 1982, d'autres pays ont le droit d'installer des câbles et des pipelines sous-marins sur le plateau continental mais nécessitent l'accord de l'État côtier.